# Souleymane Oulare
Souleymane Oulare (Conakry, 16 oktober 1972) is een voormalig professioneel voetballer uit Guinee.

## Carrière
In 1999 werd hij uitgeroepen tot Profvoetballer van het Jaar in België. In dat jaar werd hij topscorer in de Belgische competitie, hij scoorde 17 goals voor Racing Genk in dat seizoen. Hij vormde tijdens de hoogdagen van Racing Genk een koningskoppel met Branko Strupar.
Na zijn carrière bij Racing Genk ging hij spelen voor Fenerbahçe SK in Turkije. Na Fenerbahçe SK volgden UD Las Palmas in Spanje, Stoke City in Engeland en uiteindelijk K. Beringen-Heusden-Zolder en CS Visé in België.

## Privé
Hij is de vader van profvoetballer Obbi Oulare en sprintster Mariam Oulare.

## Statistieken
| Seizoen | Club                    | Land              | Competitie       | Duels | Doelp. |
| ------- | ----------------------- | ----------------- | ---------------- | ----- | ------ |
| 1991/92 | Sint-Niklase SK         | Vlag van België   | Tweede Klasse    | 24    | 5      |
| 1992/93 | KSK Beveren             | Vlag van België   | Jupiler League   | 14    | 5      |
| 1993/94 | KSK Beveren             | Vlag van België   | Jupiler League   | 14    | 3      |
| 1994/95 | SV Waregem              | Vlag van België   | Tweede Klasse    | 26    | 16     |
| 1995/96 | SV Waregem              | Vlag van België   | Jupiler League   | 14    | 3      |
| 1996/97 | RC Genk                 | Vlag van België   | Jupiler League   | 24    | 4      |
| 1997/98 | RC Genk                 | Vlag van België   | Jupiler League   | 27    | 14     |
| 1998/99 | RC Genk                 | Vlag van België   | Jupiler League   | 30    | 17     |
| 1999/00 | RC Genk                 | Vlag van België   | Jupiler League   | 2     | 2      |
| 1999/00 | Fenerbahçe              | Vlag van Turkije  | Süper Lig        | 11    | 5      |
| 2000/01 | UD Las Palmas           | Vlag van Spanje   | Primera División | 17    | 5      |
| 2001/02 | Stoke City              | Vlag van Engeland | Second Division  | 1     | 0      |
| 2002/03 | Stoke City              | Vlag van Engeland | Second Division  | ?     | ?      |
| 2003/04 | Beringen-Heusden-Zolder | Vlag van België   | Jupiler League   | 13    | 1      |
| 2004/05 | CS Visé                 | Vlag van België   | Derde Klasse B   | -     | -      |
| 2005/06 | CS Visé                 | Vlag van België   | Derde Klasse B   | 4     | 1      |